# Ernfrid Browaldh

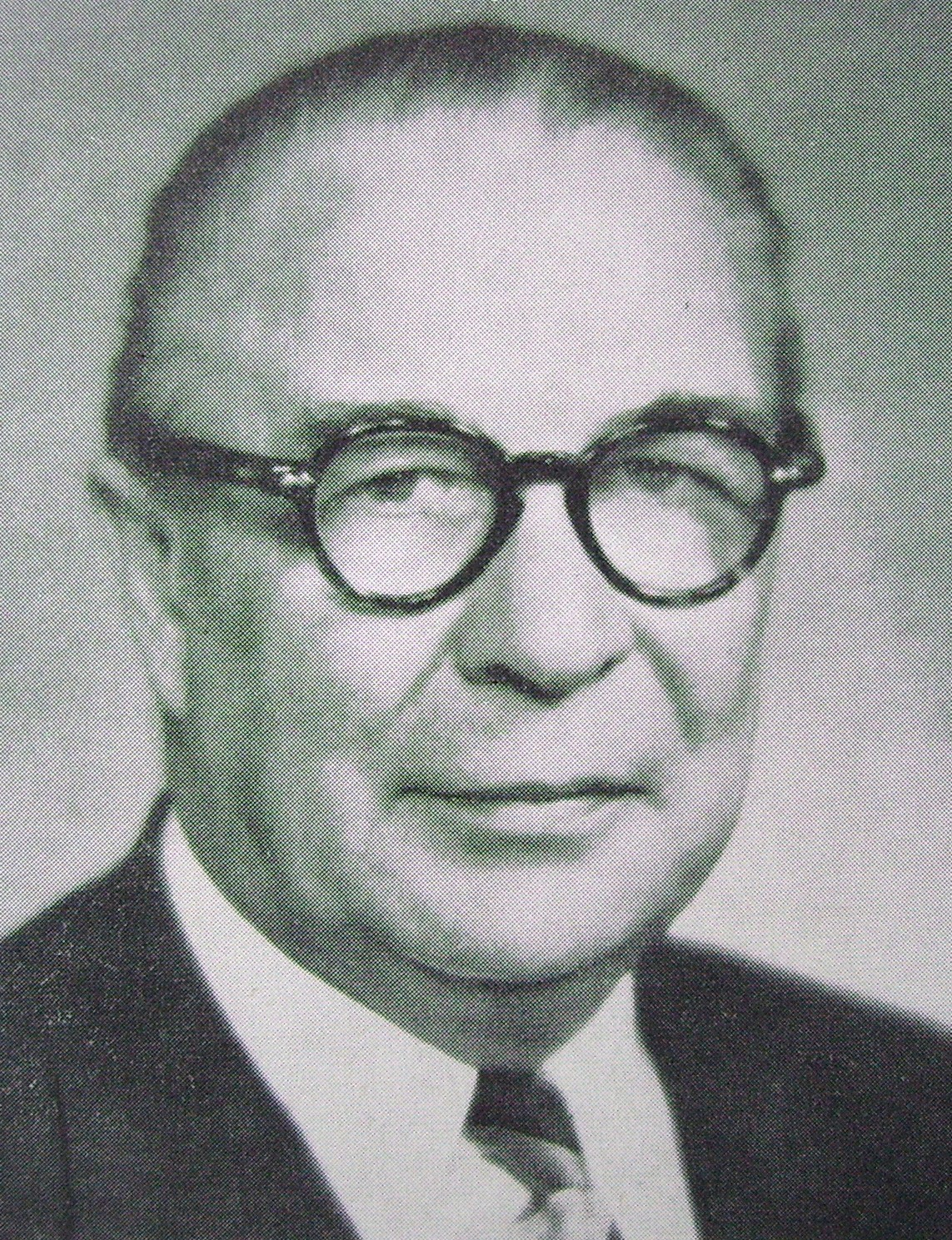
Ernfrid Browaldh

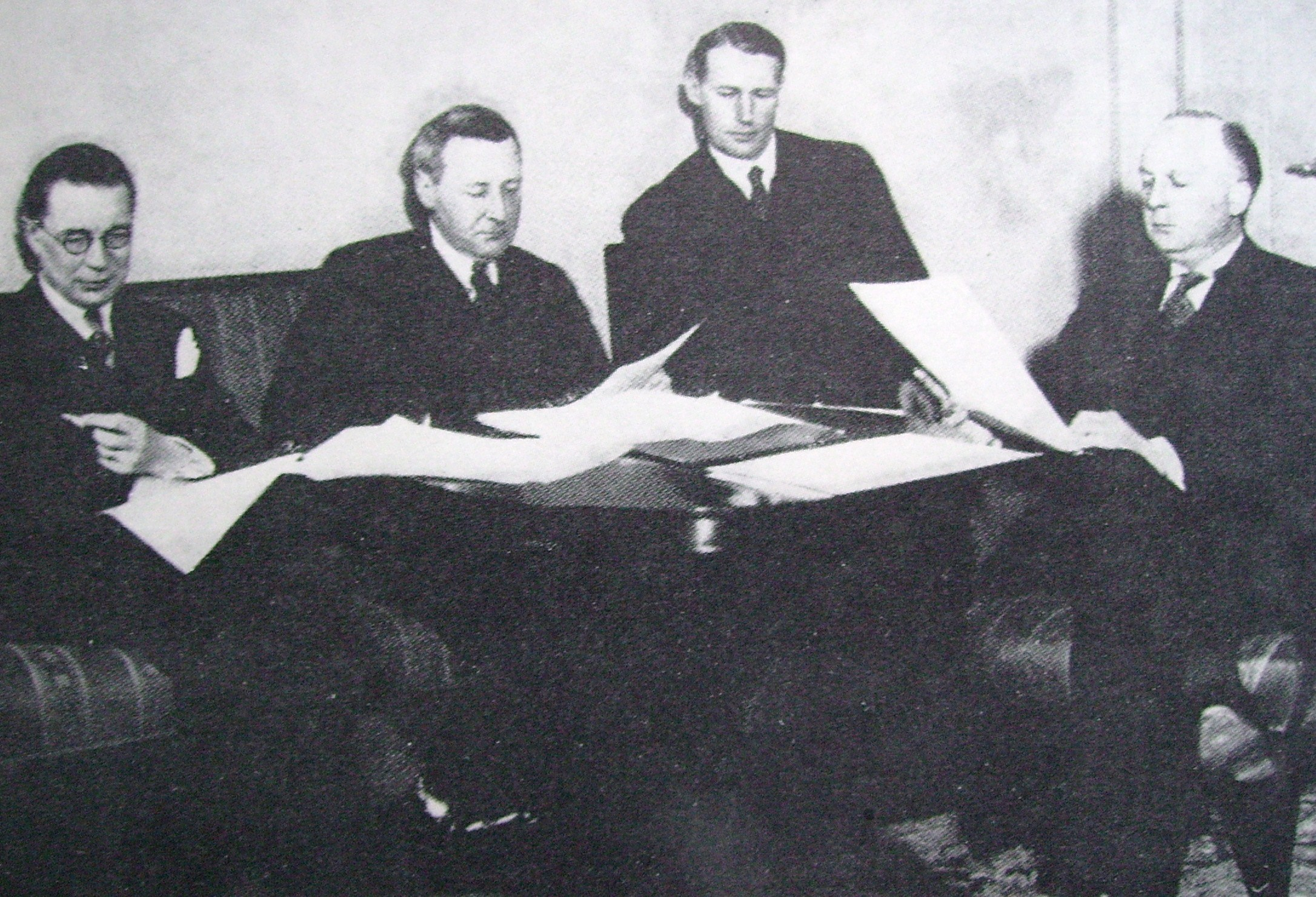
Kreugerkommissionen: Ernfrid Browaldh, Torsten Nothin, Jacob Wallenberg och Martin Fehr.

Knut Ernfrid Browaldh, född 20 februari 1889 i Sevalla församling, Västmanlands län, död 4 maj 1982 i Engelbrekts församling, Stockholm, var en svensk företagsledare och näringslivsprofil som bland annat var verkställande direktör för Svenska Handelsbanken från 1944 till 1955.

## Biografi
Ernfrid Browaldh tog en juris kandidatexamen 1912, praktiserade som affärsjurist i Västerås och blev 1918 ombudsman vid Svenska Handelsbankens avdelningskontor där. 1923 utsågs Browald till VD i Finans AB i Stockholm. Browaldh blev 1926 direktör för Svenska Handelsbankens stockholmskontor, 1928 vice VD och 1944 VD för banken. Han tillhörde styrelsen för flera av Sveriges större bolag som Bolinder-Munktell, Telefonaktiebolaget LM Ericsson och Fagersta Bruks AB. Han var medlem av 1941 års handelsdelegation till Moskva och 1945 års bankkommitté.
Efter Kreugerkraschen 1932 deltog Browald i rekonstruktionen av flera av de berörda företagen, tillsammans med Jacob Wallenberg Sr och Hugo Stenbeck Sr. Som VD för Handelsbanken deltog han i bildandet av investmentbolaget Industrivärden 1943, dit Handelsbankens ägande i ett antal svenska industriföretag fördes över.
Hans son Tore Browaldh efterträdde senare fadern som VD för Handelsbanken från 1955.
Ernfrid Browaldh grundade även bokförlaget Timbro. Förlaget namngavs efter barnen Tores och Ing-Maries initialer. Senare donerades förlaget till Näringslivets fond.
Han utsågs 1951 till hedersledamot av Ingenjörsvetenskapsakademien.
Ekonomisk-historiska institutionen vid Handelshögskolan vid Göteborgs universitet gav 2007 ut en bok med Ernfrid Browaldhs "Strödda minnesbilder".

## Utmärkelser
- Kommendör med stora korset av Nordstjärneorden, 6 juni 1953.[10]